# Gmina Vernon (hrabstwo Dubuque)

Położenie Gminy Vernon w hrabstwie Dubuque

Gmina Vernon (ang. Vernon Township) – gmina w USA, w stanie Iowa, w hrabstwie Dubuque. Według danych z 2000 roku gmina miała 1836 mieszkańców, a jej powierzchnia wynosi 94,3 km².